# Linia kolejowa Barca St. 1 – Košice (koľaj č. 102)
Linia kolejowa Barca St. 1 – Košice (koľaj č. 102) – linia kolejowa na Słowacji
Łącznica kolejowa w węźle kolejowym pod Koszycami. Łączy linie kolejową Čop UA - Čierna nad Tisou - Košice ze stacją osobową Košice przez stację towarową Košice.